# Ski Tour Kanada
Ski Tour Kanada – cykl zawodów w biegach narciarskich, rozgrywany w ramach Pucharu Świata w biegach narciarskich. Jego pierwsza edycja została rozegrana w sezonie 2015/2016. Zawody odbyły się w dniach 1–12 marca 2016 w czterech kanadyjskich miejscowościach: Gatineau, Montrealu, Quebecu oraz Canmore. Pierwsza edycja cyklu składała się z ośmiu konkurencji: trzech sprintów, dwóch biegów dystansowych (10 i 10,5 km dla kobiet oraz 15 i 17,5 km dla mężczyzn), biegu łączonego (15 km dla kobiet i 30 km dla mężczyzn) oraz dwóch biegów pościgowych (10 km dla kobiet i 15 km dla mężczyzn).
Zwycięzcami touru zostają zawodnicy mający najlepszy sumaryczny czas wszystkich zawodów, z uwzględnieniem premii sekundowych za wyniki w sprintach (pierwsza trzydziestka) oraz miejsca na podium i premie w biegu masowym (pierwsza trójka). Dodatkowo zawodnik i zawodniczka, którzy zdobędą najwięcej premii sekundowych, zwyciężają w rankingu sprinterów.
Łączna suma nagród w Ski Tour Kanada 2016 wyniosła 650 000 franków szwajcarskich. Nagradzani są zwycięzcy całego touru, zwycięzcy klasyfikacji sprinterskiej, zwycięzcy poszczególnych zawodów oraz liderzy touru w poszczególnych dniach.

## Zwycięzcy Ski Tour Kanada

### Kobiety
| Lp. | Edycja | I miejsce      | II miejsce | III miejsce              | Sprint     |
| --- | ------ | -------------- | ---------- | ------------------------ | ---------- |
| 1.  | 2016   | Therese Johaug | Heidi Weng | Ingvild Flugstad Østberg | Heidi Weng |

### Mężczyźni
| Lp. | Edycja | I miejsce              | II miejsce        | III miejsce    | Sprint            |
| --- | ------ | ---------------------- | ----------------- | -------------- | ----------------- |
| 1.  | 2016   | Martin Johnsrud Sundby | Siergiej Ustiugow | Petter Northug | Siergiej Ustiugow |

## Najwięcej miejsc na podium w etapach Ski Tour Kanada
Stan na 12 marca 2016
| Miejsce | Imię i nazwisko        | Razem | 1 miejsca | 2 miejsca | 3 miejsca |
| ------- | ---------------------- | ----- | --------- | --------- | --------- |
| 1.      | Siergiej Ustiugow      | 5     | 2         | 1         | 2         |
| 2.      | Matti Heikkinen        | 3     | 1         | 1         | 1         |
| 3.      | Emil Iversen           | 2     | 1         | 0         | 1         |
| 3.      | Martin Johnsrud Sundby | 2     | 1         | 0         | 1         |
| 3.      | Maurice Manificat      | 2     | 1         | 0         | 1         |
| 3.      | Petter Northug         | 2     | 0         | 2         | 0         |

| Miejsce | Imię i nazwisko          | Razem | 1 miejsca | 2 miejsca | 3 miejsca |
| ------- | ------------------------ | ----- | --------- | --------- | --------- |
| 1.      | Heidi Weng               | 5     | 2         | 2         | 1         |
| 2.      | Therese Johaug           | 4     | 1         | 3         | 0         |
| 2.      | Astrid Jacobsen          | 4     | 0         | 1         | 3         |
| 4.      | Maiken Caspersen Falla   | 3     | 2         | 1         | 0         |
| 5.      | Stina Nilsson            | 2     | 1         | 1         | 0         |
| 5.      | Ingvild Flugstad Østberg | 2     | 1         | 0         | 1         |
| 5.      | Krista Pärmäkoski        | 2     | 1         | 0         | 1         |
| 5.      | Jessica Diggins          | 2     | 0         | 0         | 2         |

## Punktacja
- 1. miejsce - 400 p.
- 2. miejsce - 320 p.
- 3. miejsce - 240 p.
- 4. miejsce - 200 p.
- 5. miejsce - 180 p.
- 6. miejsce - 160 p.
- 7. miejsce - 144 p.
- 8. miejsce - 128 p.
- 9. miejsce - 116 p.
- 10. miejsce - 104 p.
- 11. miejsce - 96 p.
- 12. miejsce - 88 p.
- 13. miejsce - 80 p.
- 14. miejsce - 72 p.
- 15. miejsce - 64 p.
- 16. miejsce - 60 p.
- 17. miejsce - 56 p.
- 18. miejsce - 52 p.
- 19. miejsce - 48 p.
- 20. miejsce - 44 p.
- 21. miejsce - 40 p.
- 22. miejsce - 36 p.
- 23. miejsce - 32 p.
- 24. miejsce - 28 p.
- 25. miejsce - 24 p.
- 26. miejsce - 20 p.
- 27. miejsce - 16 p.
- 28. miejsce - 12 p.
- 29. miejsce - 8 p.
- 30. miejsce - 4 p.

Oprócz tego zwycięzcy poszczególnych konkurencji otrzymują:

- 1. miejsce - 50 p.
- 2. miejsce - 46 p.
- 3. miejsce - 43 p.
- 4. miejsce - 40 p.
- 5. miejsce - 37 p.
- 6. miejsce - 34 p.
- 7. miejsce - 32 p.
- 8. miejsce - 30 p.
- 9. miejsce - 28 p.
- 10. miejsce - 26 p.
- 11. miejsce - 24 p.
- 12. miejsce - 22 p.
- 13. miejsce - 20 p.
- 14. miejsce - 18 p.
- 15. miejsce - 16 p.
- 16. miejsce - 15 p.
- 17. miejsce - 14 p.
- 18. miejsce - 13 p.
- 19. miejsce - 12 p.
- 20. miejsce - 11 p.
- 21. miejsce - 10 p.
- 22. miejsce - 9 p.
- 23. miejsce - 8 p.
- 24. miejsce - 7 p.
- 25. miejsce - 6 p.
- 26. miejsce - 5 p.
- 27. miejsce - 4 p.
- 28. miejsce - 3 p.
- 29. miejsce - 2 p.
- 30. miejsce - 1 p.

Bonus za sprinty:

- 1. miejsce - 60 s
- 2. miejsce - 56 s
- 3. miejsce - 52 s
- 4. miejsce - 48 s
- 5. miejsce - 44 s
- 6. miejsce - 42 s
- 7. miejsce - 40 s
- 8. miejsce - 38 s
- 9. miejsce - 36 s
- 10. miejsce - 34 s
- 11. miejsce - 32 s
- 12. miejsce - 30 s
- 13. miejsce - 18 s
- 14. miejsce - 17 s
- 15. miejsce - 16 s
- 16. miejsce - 15 s
- 17. miejsce - 14 s
- 18. miejsce - 13 s
- 19. miejsce - 12 s
- 20. miejsce - 11 s
- 21. miejsce - 10 s
- 22. miejsce - 9 s
- 23. miejsce - 8 s
- 24. miejsce - 7 s
- 25. miejsce - 6 s
- 26. miejsce - 5 s
- 27. miejsce - 4 s
- 28. miejsce - 3 s
- 29. miejsce - 2 s
- 30. miejsce - 1 s

Bonusy za miejsca na podium:
- 1. miejsce - 15 sekund
- 2. miejsce - 10 sekund
- 3. miejsce - 5 sekund

Bonusy za lotne premie:
- 1. miejsce - 15 sekund
- 2. miejsce - 12 sekund
- 3. miejsce - 10 sekund
- 4. miejsce - 8 sekund
- 5. miejsce - 6 sekund
- 6. miejsce - 5 sekund
- 7. miejsce - 4 sekundy
- 8. miejsce - 3 sekundy
- 9. miejsce - 2 sekundy
- 10. miejsce - 1 sekunda